# Кут (Сумская область)
Кут (укр. Кут) — бывшее село,
Великосамборский сельский совет,
Конотопский район,
Сумская область,
Украина.
Население по данным 1982 года составляло 10 человек.
Село ликвидировано в 1988 году.

## Географическое положение
Село Кут находится на левом берегу реки Малый Ромен,
выше по течению на расстоянии в 1,5 км расположено село Малый Самбор,
ниже по течению на расстоянии в 1,5 км расположено село Великий Самбор,
на противоположном берегу — село Броды.

## История
- 1988 — село ликвидировано[1].